# Jan Kummer
Jan Kummer (* 1965 in Weimar) ist ein deutscher Bildender Künstler und Musiker in Chemnitz. Schwerpunkt seiner künstlerischen Tätigkeit ist die Hinterglasmalerei.

## Leben
Kummer war von 1981 bis 1991 in verschiedenen Tätigkeiten für das Fernsehen der DDR, für die Stadthalle Chemnitz und das Schauspielhaus Chemnitz tätig. Seit 1981 beschäftigt er sich intensiv mit Malerei, Grafik und Musik.
Von 1984 bis 1992 war Kummer Mitglied des Avantgarde-Künstlerkollektivs AG. Geige, das über die Grenzen der DDR bekannt war.

## Kunstform
Für sein bildnerisches Schaffen nutzt Jan Kummer die Hinterglasmalerei, die er Eglomisierung nennt: Es werden undurchsichtige Farben in umgekehrter Reihenfolge aufgetragen – die Grundfarbe wird zur letzten Schicht. Besonderheit ist, dass die sichtbare Seite der Malerei nicht mehr korrigiert werden kann. Das erfordert vom Künstler die genaue Vorstellung und schrittweise Konzeption von Anbeginn seiner Arbeit.
Jan Kummer verwendet die populären Vereinfachungen dieser überwiegend kunsthandwerklichen Tradition jener Technik – und zeigt dabei verfremdende Motive wie Raumfahrt sowie Wissenschaft und  übersteigert Alltägliches wie Essen und Trinken ins Monumentale. So entsteht ein besonderer Kontrast aus volkstümlich wirkenden Formen und komplexen gesellschaftspolitischen Analysen.

## Ausstellungen und Werke (Auswahl)

### Ausstellungen

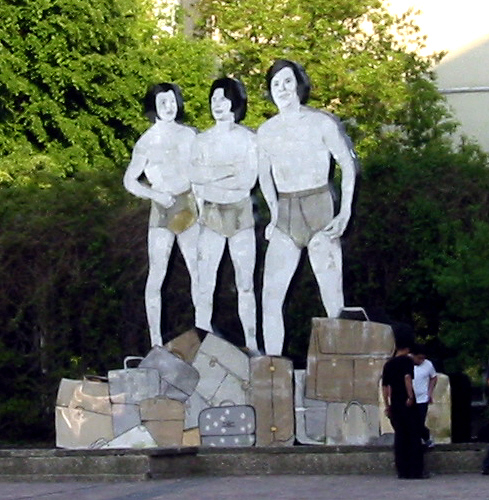
„InSicht“ von Jan Kummer, 2001 (Malerei auf Plexiglas, Haut der Figuren mit Schokoladenpapieren beklebt, Holz-Stahl-Konstruktion), Standort: Chemnitz, Posthof (Johannisplatz)

- 2025: Heimatstube, Thaler Projektraum, Saxonia Flagship Group, Thaler Originalgrafik Leipziger Baumwollspinnerei, 03.05. - 07.06.2025, Leipzig
- 2025: Purple Path, Kunst- und Skulpturenweg Chemnitz 2025, Heimatensemble II, Gersdorf
- 2025: Rauchende Tiere, Galerie Borssenanger, 10.01.- 10.03. 2025
- 2024: Brillanz & Transparenz, Museum Werdenfels, 30.11. 2024 - 02.03.2025

- 2024: Imbiss und Revier, Galerie forum k, 24.05.-21.06.2024, Plauen
- 2022: Süße Fantasie, Galerie Borssenanger, 21.05.-25.06.2022, Chemnitz
- 2021: Erlösung und Magie, Leipziger Baumwollspinnerei, 18.9.–16.10.2021, Leipzig
- 2020: Fleisch aus Chemnitz, Fleischermuseum Böblingen
- 2019: Erfordernis und Hingabe, Sächsischer Landtag Dresden
- 2017: Ohnmacht & Ekstase. Kunstsammlungen Chemnitz, 10.09.2017–31.10.2017, Chemnitz
- 2017: Starke Arbeiten, Galerie Feinkunst Krüger, Hamburg
- 2017: Eigensinn und Zuversicht, Galerie Borssenanger, Chemnitz
- 2016: Glanz und Gloria, Kultury Dom Lipsk, Leipzig; Wintersalon, Galerie Borssenanger, Chemnitz
- 2015: Ohnmacht & Extase, Galerie Borssenanger, Chemnitz; Wintersalon, Galerie Borssenanger, Chemnitz
- 2013: Knochenflöte & Hundestaffel, Galerie Borssenanger, Hamburg; Galerie Born, Berlin
- 2012: Inflationsheilige und Kohlrabi-Apostel, Galerie Borssenanger, Chemnitz; Westwerk, Hamburg; art Karlsruhe, Galerie Borssenanger, Chemnitz/Hamburg
- 2011: Jan Kummer_Hinterglasbilder, Galerie Borssenanger, Hamburg; art KARLSRUHE, Galerie Borssenanger, Chemnitz/Hamburg; “salondergegenwart”, Hamburg (K)
- 2010: Hinterglasbilder, Kunstraum Heiddorf, Neu Kaliß; Galerie  Borssenanger
- 2010: Knochenflöte & Hundestaffel, Galerie Born, Berlin
- 2010: Glanzlichter, Museum Villa Rot, Burgrieden (K)
- 2009: Atlas der Kunst, Galerie Druckerei Conrad, Berlin (K); Berliner Liste 09, Galerie Borssenanger Chemnitz, Berlin
- 2008: Globale Welt, Galerie Borssenanger, Chemnitz; Berliner Liste, Galerie Borssenanger Chemnitz
- 2007: Zeichen und Wunder, Galerie am Domhof, Zwickau; art Karlsruhe 2007, Galerie Borssenanger Chemnitz
- 2006: Huelsenbeck Konstante, Galerie Borssenanger, Chemnitz (K)
- 2006: City Resort, Neue Sächsische Galerie, Chemnitz (K)
- 2005: Wunderbar, Neue Sächsische Galerie, Chemnitz
- 2004: art Karlsruhe 2004, one man show, Galerie Borssenanger Chemnitz; VOXXX, Chemnitz
- 2003: Zirkusmetamorphosen, Neue Sächsische Galerie, Chemnitz (K)
- 2002: Futurama Regional; Voxxx Galerie, Chemnitz
- 2002: Das Wunder von Borna, Galerie Borssenanger, Chemnitz (K)
- 2001: InSicht – Kunst im öffentlichen Raum, Chemnitz (K)
- 1999: Das heilige Jahr, Galerie Rosenkranz, Chemnitz

### Werke
- Arbeit. Katalog zur Werkserie 2019-2022. Text: Beate Düber, Fotos: Daniel Franz, Gestaltung: Ines Renate Eisinger, Druck: Groer Chemnitz, Buchbindung: Buchbinderei Donath
- Ohnmacht & Ekstase. Katalog zur gleichnamigen Ausstellung in den Kunstsammlungen Chemnitz, 10.09.2017–31.10.2017, Chemnitz. Herausgegeben von Ingrid Mössinger, Mitarbeit:  Cornelia Posselt. Mit Beiträgen von Rainer Beck und Burkhard Müller. Sandstein Verlag, Dresden 2017, ISBN 978-3-95498-336-0 sowie ISBN 978-3-930116-33-1
- Atlas der Kunst. Herausgegeben von der Galerie Borssenanger, Chemnitz. Ziegenfeldt-Verlag,  Weimar 2009. ISBN 978-3-00-028978-1
- Feld / music by Olaf Bender. Komponist: Byetone, Sänger: Jan Kummer. Verlag Rössger & Wüste, Essen 2004 (CD + Beiheft), Binemusic (LC 00459) 001

### Arbeiten in öffentlichem Besitz und in Sammlungen
- Sammlung Landesbank Baden-Württemberg, Stuttgart
- Kunstfonds des Freistaates Sachsen
- Artothek des Deutschen Bundestages
- Neue Sächsische Galerie, Chemnitz
- private Sammlungen in Deutschland[2]

## Familie
Jan Kummer ist der Vater von Felix Kummer und Till Kummer (beide Bandmitglieder bei Kraftklub) sowie von Nina Kummer und Lotta Kummer (beide Bandmitglieder bei Blond).
Er lebt und arbeitet mit seiner zweiten Frau, der Schauspielerin und Theaterpädagogin Beate Düber, in Chemnitz.

## Dokumentationen

### Print-Veröffentlichung
- Jana Hensel: Der Kraftklub – Jan Kummer und Beate Düber sind die Eltern berühmter Chemnitzer Kinder. Sie sind aber auch: Aufrechte aus der Mitte, die bei Wind und Wetter gegen Pegida demonstrieren. In: Die Zeit. 3. September 2018, abgerufen am 5. Februar 2022.
- Marlen Hobrack: Künstlerfamilie Kummer In : Monopol Magazin https://www.monopol-magazin.de/das-gesamtkunstwerk 25.02.2019

### TV-Porträt
- Cornelia Winkler: MDR Dok Creative-Film „Wer braucht jetzt Kunst“: Doku über Familie Kummer aus Chemnitz – Künstler im Corona-Lockdown. In: Mitteldeutscher Rundfunk. 15. Juli 2021, abgerufen am 4. Februar 2022 (Bericht und Link zur TV-Dokumentation (15 Minuten) von Olaf Held).

### Hörfunk-Feature
- Rilo Chmielorz: Porträt eines Chemnitzers: Kummer. Kunst. Karl-Marx-Stadt. In: Südwestrundfunk und Deutschlandfunk. 2019, abgerufen am 4. Februar 2022 (Audio, 50 Minuten).
- Marietta Schwarz:https://www.deutschlandfunk.de/kuenstler-jan-kummer-karl-marx-stadt-ort-der-unangepassten-und-unorthodoxen-102.html  2025 (Audio, 67,59 Minuten)

## Varia
- Jan Kummer war Mitglied des Programmrates, der das erfolgreiche Konzept der Bewerbung der Stadt Chemnitz zur Kulturhauptstadt Europas 2025 entwickelt hatte.[5]
- Jan Kummer ist Mitbegründer des Club Atomino in Chemnitz.